# Исчезнувшие населённые пункты Мурманской области
Исчезнувшие населённые пункты Мурманской области — перечень прекративших существование населённых пунктов на территории современной Мурманской области.
В силу разных причин они были покинуты жителями, или включены в состав других населённых пунктов.

## 1950-е
Посёлок Лесозавода № 6

## 1959 год
посёлок при станции Ждановская включён черту рабочего посёлка Заполярный Решением Мурманского облисполкома от 16 июля 1959 года

## 1962 год
Наутси Печенгского района. Исключен из учётных данных 13.12.1962, Захребетное в Ловозерском районе, Водовод в пригородной зоне города Кировска, исключен из учётных данных 13.12.1962.
Водовод — упразднённый в 1962 году населённый пункт в пригородной зоне города Кировска Мурманской области.

## 1989 год
Стрельна — село в Терском районе
Залесье — на территории муниципального округа город Апатиты.

## 1999 год
железнодорожная станция Питкуль города Апатиты; н. п. Куцколь города Мончегорска; н. п. Уполокша Ковдорского района; н.п. Колмозеро, Сосновец Ловозерского района; н. п. Мыс Скорбеевский Печенгского района; н.п. Сетьнаволок, Маяк Палагубский, Маяк  Сальный, Маяк   Белокаменский, Маяк   Великий, Маяк   Ретинский города Полярный.

## 2001 год
н.п. Щучье города Апатиты; н.п. Путевая  Усадьба 23 километр и Путевая  Усадьба 109 километр Кольского района; н.п. Янискоски Печенгского района; н.п.  Устье Варзуги Терского района; н.п. Качаловка ЗАТО город Островной.

## 2003 год
Трифоново, Большое Озерко Печенгского района

## 2006 год
н.п. Маяк Большой Олений, Гранитный, Мыс Седловатый Кольского района; н.п. Маяк Седловатый город Полярный; н.п. Харловка Ловозерского района

## 2007 год

### 26.10.2007
н.п. Слюда Ковдорского района; н.п. Верхний Нюд города Мончегорска; н.п. Пиренга города Полярные Зори; н.п. Путевая Усадьба 54 км, Путевая Усадьба 61 км, Путевая Усадьба 75 км, Путевая Усадьба 85 км, Путевая Усадьба 90 км, Путевая Усадьба 101 км Кольского района.

### 10.07.2007
н.п. Маяк Выевнаволок, Порт-Владимир, Новая Титовка, Маяк Пикшуев Кольского района

## 2009 год
н.п. Горячие Ручьи ЗАТО город Полярный; н.п. Зубовка Печенгского района; железнодорожная станция Моккет Кольского района; н.п. Остров Харлов Ловозерского района; н.п. Путевые Усадьбы 1331 км города Оленегорска

## 2013 год
н.п. Октябрьский города Кировска; н.п. Маяк Тювагубский Кольского района.